# 형의 면제
형의 면제란 범죄가 성립하여 형벌권은 발생하였으나 일정한 사유로 인하여 형벌을 과하지 않은 경우이다. 법률상 면제만 인정되고 재판상 면제는 인정되지 않는다. 자격정지 이상의 확정판결이 있는 때 판결할 수 없고 단지 1년이하의 징역이나 벌금에 대해서만 판결할 수 있는 선고유예나 3년이하 징역이나 500만원이하의 벌금에 대해 판결할 수 있는 집행유예와는 달리 형의 면제는 법률에서 특별히 제한하는 내용은 없고 판사의 재량권으로 폭넓게 인정한다.

## 종류
- 필요적 면제: 직계혈족, 배우자, 동거친족, 동거가족 또는 그 배우자간 친족상도례
- 필요적 감면: 중지미수, 내란, 외환, 외국에 대한 사전죄, 통화위조죄, 방화죄, 폭발물사용죄 등의 예비 혹은 음모, 위증, 무고, 허위감정, 번역, 통역죄에 대한 자수, 장물범이 본범과 제328조 제1항의 신분관계가 있는 때, 외국에서 받은 형의 집행(필요적 감면으로 법률개정 형법 제7조)
- 임의적 감면: 장애미수, 불능미수, 자수(자복), , 과잉방위, 과잉피난, 과잉자구행위(형의 감경과 택일적)